# Fredrik Ekelund
Pour les articles homonymes, voir Ekelund.
Fred Ekelund, né le 20 novembre 1953 à Uppsala dans le comté d’Uppsala, est un traducteur, un interprète et un écrivain suédois.

## Biographie
Il naît à Uppsala en 1953 et déménage avec sa famille pour Malmö neuf années plus tard. Après ses études, il travaille sur les docks du port de Malmö pendant cinq ans. Cette expérience lui inspire son premier roman intitulé Stuv Malmö, kom!. Il devient alors écrivain et traducteur. Il remporte plusieurs prix littéraires en Suède pour ses œuvres.
En 2003, avec le titre Pojken i eken, publié en français sous le titre Le Garçon dans le chêne par la maison d’éditions Gaïa en 2012, il amorce une série policière consacrée au duo formé par l’inspecteur Hjalmar Lindström et son adjointe Monica Gren. Suivent Blueberry Hill (traduit sous le même titre en français), Casal Ventoso et Joggarna (non traduits à ce jour). Ces romans forment à la fois une chronique et une critique sociale de la Suède d’aujourd’hui.

## Œuvre

### SérieHjalmar Lindström
- Pojken i eken (2003)

Publié en français sous le titre Le Garçon dans le chêne, traduit par Philippe Bouquet, Montfort-en-Chalosse, Gaïa, 2012 ; réédition Paris, Folio policier no 710, 2013.
- Blueberry Hill (2004)

Publié en français sous le titre Blueberry Hill, traduit par Philippe Bouquet, Montfort-en-Chalosse, Gaïa, 2013 ; réédition Paris, Folio policier no 777, 2015.
- Casal Ventoso (2005)

Publié en français sous le titre Casal Ventoso, Gaïa 2015
- Joggarna (2012)

### Autres romans
- Stuv Malmö, kom! (1984)
- Fotbollskarnevalen (1900) (avec Ulf Peter Hallberg)
- Självgeografi (1991)
- Taxi sju-två: bland drömmare och dårar (1993)
- Livsöppet (1995)
- Jag vill ha hela världen (1996)
- Nina och sundet (1999)
- Torget (2001)
- Sambafotboll (2002)
- M/S Tiden (2008)
- Fadevår, tack för ljuset! (2010)
- Fubbick Town och Fubbick – Återkomsten (2012)
- Som om vi aldrig hade gått här (2013)

### Pièces de théâtre
- Fredag, klockan fyra
- Fubbick Town
- Garrincha har en son i Stockholm
- Peep (1999)
- Överläkaren som drömde om att göra birdie

## Prix et distinctions notables
- Prix Stig Sjödin en 1999.
- Prix Ivar-Lo en 2009.